# Híos
Na mitologia grega, Híos é o filho de Poseidon e Hiona. Comumente é associado a ilha de Quio.